# Тебальдо Кеккі
Теба́льдо Ке́ккі (італ. Tebaldo Checchi; 1844—1918) — італійський актор театру та кіно, чоловік італійської акторки Елеонори Дузе. Подружжя мало спільну доньку, яка після розлучення залишилась з батьком.
У 1921 році знявся в італійській кінострічці «Не весь я помру!» (італ. Non tutta io morrò!).